# (10605) Guidoni
(10605) Guidoni ist ein Asteroid des Hauptgürtels, der am 3. November 1996 von den italienischen Astronomen Valter Giuliani und Francesco Manca am Osservatorio Astronomico Sormano (IAU-Code 587) in Sormano entdeckt wurde.
Der Asteroid wurde nach dem italienischen Physiker und Astronauten Umberto Guidoni (* 1954) benannt, der 1996 bei seinem Shuttleflug an Bord der Columbia elektrodynamische Experimente zur Energiegewinnung mit dem Tethered Satellite System durchführte.